# Alsted-Fjenneslev Kommune
Alsted-Fjenneslev Kommune var en kommune i Alsted Herred i Sorø Amt.

## Administrativ historik
Kommunen blev dannet efter forordningen om oprettelse af et landkommunalvæsen blev vedtaget den 13. august 1841. Den eksisterede frem til kommunalreformen i 1966, hvor denne indlemmes i den nye Sorø Kommune.

## Geografi
Kommunen dækkede over sognene Alsted og Fjenneslev og havde et areal på 16,95 km² (1888).